# Saison 2015-2016 de l'Associação Académica de Coimbra
Maillots
Dernière mise à jour : 24 septembre 2015.
Chronologie
Saison précédente Saison suivante
La saison 2015-2016 de l’Associação Académica de Coimbra est la soixante-troisième saison de la Briosa dans le championnat du Portugal de première division.
José Simões en est toujours le président. Ce dernier maintient José Viterbo à la tête de l'équipe première. Avec un modeste budget 3,3 millions d'euros, l'objectif reste le maintien, avec l'espoir que celui-ci soit obtenu bien plus rapidement que la saison passée.
À la mi juillet, la Ligue de football professionnel portugais lève l'interdiction de l'Académica à enregistrer de nouveaux contrats professionnels. Le club de Coimbra a présenté les certificats de l'autorité fiscale et des douanes, et de la Sécurité sociale, et donc cessé d'appartenir à la liste des clubs défaillants. Cette interdiction concerne encore les clubs du Vitória Setúbal et le Vitória Guimarães.
Après 6 défaites consécutives (5 en championnats et 1 en coupe de la Ligue), José Viterbo présente sa démission le 20 septembre. Sergio Conceição, Ricardo Chéu, José Couceiro et Filipe Gouveia sont pressentis pour lui succéder. C'est finalement l'entraîneur du Clube Desportivo Santa Clara (Filipe Gouveia) qui le remplace le 24.

## Avant-saison

### Tableau des transferts 2015/2016
| Mercato d’été     |               |                        |         |                        |                         |
| Nom               | Nationalité   | Transfert              | Montant | Provenance/Destination | Division                |
| Arrivées          |               |                        |         |                        |                         |
| Emídio Rafael     | Portugal      | Transfert              | Libre   | GD Estoril-Praia       | Liga NOS                |
| Rabiola           | Portugal      | Transfert              | Libre   | FC Penafiel            | Liga NOS                |
| Pedro Trigueira   | Portugal      | Transfert              | Libre   | União da Madeira       | Segunda Liga            |
| João Gomes        | Portugal      | 1er contrat pro.       | Libre   | Académica Coimbra U19  | Campeonato Nacional U19 |
| Jimmy             | Cap-Vert      | Retour prêt            | -       | CD Santa Clara         | Segunda Liga            |
| William Gustavo   | Brésil        | Prêté (2 ans)          | -       | Grémio Anápolis        | Campeonato Goiano       |
| Selim Bouadla     | Algérie       | Transfert              | Libre   | Debrecen VSC           | OTP Bank Liga           |
| Pedro Lagoa       | Portugal      | 1er contrat pro.       | Libre   | Académica Coimbra U19  | Campeonato Nacional U19 |
| Artur Taborda     | Portugal      | 1er contrat pro.       | Libre   | Académica Coimbra U19  | Campeonato Nacional U19 |
| Nii Plange        | Burkina Faso  | Transfert              | Libre   | Vitória Guimarães      | Liga NOS                |
| Ki                | Corée du Sud  | 1er contrat pro.       | Libre   | Académica Coimbra U19  | Campeonato Nacional U19 |
| Gonçalo Paciência | Portugal      | Prêté (1 an)           | -       | FC Porto               | Liga NOS                |
| Leandro Silva     | Portugal      | Prêté (1 an)           | -       | FC Porto               | Liga NOS                |
| Filipe Gouveia    | Portugal      | Transfert              | -       | CD Santa Clara         | Segunda Liga            |
| Départs           |               |                        |         |                        |                         |
| Ricardo Esgaio    | Portugal      | Retour prêt            | -       | Sporting CP            | Liga NOS                |
| Cristiano         | Portugal      | Retour prêt            | -       | SC Braga               | Liga NOS                |
| Salim Cissé       | Guinée        | Retour prêt            | -       | Sporting CP            | Liga NOS                |
| Aníbal Capela     | Portugal      | Retour prêt            | -       | SC Braga               | Liga NOS                |
| Edgar Salli       | Cameroun      | Retour prêt            | -       | AS Monaco              | Ligue 1                 |
| Ulysse Diallo     | Mali          | Transfert              | Libre   | CS Marítimo            | Liga NOS                |
| Jimmy             | Cap-Vert      | prêt                   | -       | CD Santa Clara         | Segunda Liga            |
| Magique           | Côte d'Ivoire | prêt                   | -       | Şanlıurfaspor          | Ptt 1.Lig               |
| Marcos Paulo      | Brésil        | Transfert              | Libre   | Panetolikós FC         | Superleague Elláda      |
| Ibrahim Diomande  | Côte d'Ivoire | prêt                   | -       | Sertanense FC          | CNS                     |
| Lucas Mineiro     | Brésil        | Résiliation de contrât | -       | -                      | -                       |
| Fábio Santos      | Portugal      | Transfert              | Libre   | GD Tourizense          | CNS                     |
| José Viterbo      | Portugal      | Résiliation de contrât | Libre   | -                      | -                       |

### Mercato hivernal 2015/2016
| Mercato d’hiver  |               |                        |         |                        |                        |
| Nom              | Nationalité   | Transfert              | Montant | Provenance/Destination | Division               |
| Arrivées         |               |                        |         |                        |                        |
| Rafa             | Portugal      | Prêt 6 mois            | -       | FC Porto B             | Segunda Liga           |
| Gui              | Côte d'Ivoire | Prêt 6 mois            | -       | Vitória Guimarães      | Liga Nos               |
| Départs          |               |                        |         |                        |                        |
| Carlos Olascuaga | Pérou         | Résiliation de contrât | Libre   | Club Juan Aurich       | Torneo Descentralizado |
| Magique          | Côte d'Ivoire | Résiliation de contrât | Libre   | CD Feirense            | Segunda Liga           |

### Matchs amicaux

#### Bilan
| Matches joués | Gagnés | Nuls | Perdus | Buts pour | Buts contre | Différence |
| ------------- | ------ | ---- | ------ | --------- | ----------- | ---------- |
| 10            | 4      | 2    | 4      | 12        | 13          | -1         |

## Compétitions

### Championnat (Liga NOS)

#### classement à la mi saison
Statistiques actualisées au 10 janvier 2016
Extrait à la mi saison du classement du Championnat du Portugal 2015-2016
| Rang | Équipe               | Pts | J  | G  | N  | P  | Bp | Bc | Diff |
| --- | -------------------- | --- | -- | -- | -- | -- | -- | -- | ---- |
| 1 | Sporting CP          | 44  | 17 | 14 | 2  | 1  | 35 | 9  | +26  |
| .. | ............         | ..  | .. | .. | .. | .. | .. | .. | 0    |
| 14 | Moreirense FC        | 17  | 17 | 4  | 5  | 8  | 19 | 27 | -8   |
| 15 | União da Madeira     | 17  | 17 | 4  | 5  | 8  | 10 | 22 | -12  |
| 16 | Académica de Coïmbra | 16  | 17 | 4  | 4  | 9  | 16 | 31 | -15  |
| 17 | Boavista FC          | 10  | 17 | 2  | 4  | 11 | 9  | 27 | -18  |
| 18 | CD Tondela           | 8   | 17 | 2  | 2  | 13 | 10 | 27 | -17  |
| - Qualifié pour la phase de groupes de la Ligue des champions de l'UEFA 2016-2017 - Relégués pour la saison 2016-2017 |                      |     |    |    |    |    |    |    |      |

## Joueurs et encadrement technique

### Statistiques collectives
- Meilleur classement de la saison en Liga NOS: 15e lors de la 1re journée
- Moins bon classement de la saison en Liga NOS: 18e de la 2e à la 7e journée

| Compétition      | Débute      | Termine  | Matches joués | Gagnés | Nuls | Perdus | Buts pour | Buts contre | Différence |
| ---------------- | ----------- | -------- | ------------- | ------ | ---- | ------ | --------- | ----------- | ---------- |
| Liga NOS         | 1re journée | -        | 28            | 5      | 8    | 15     | 28        | 50          | -22        |
| Taça de Portugal | 3e tour     | 5e tour  | 3             | 1      | 1    | 1      | 5         | 2           | +3         |
| Taça CTT         | 2e phase    | 2e phase | 1             | 0      | 0    | 1      | 1         | 2           | -1         |
| Total            | -           | -        | 32            | 6      | 9    | 17     | 34        | 54          | -20        |

#### Récapitulatif classement par journée
| Journée   | 01 | 02 | 03 | 04 | 05 | 06 | 07 | 08 | 09 | 10 | 11 | 12 | 13 | 14 | 15 | 16 | 17 | 18 | 19 | 20 | 21 | 22 | 23 | 24 | 25 | 26 | 27 | 28 | 29 | 30 | 31 | 32 | 33 | 34 |
| --------- | -- | -- | -- | -- | -- | -- | -- | -- | -- | -- | -- | -- | -- | -- | -- | -- | -- | -- | -- | -- | -- | -- | -- | -- | -- | -- | -- | -- | -- | -- | -- | -- | -- | -- |
| Terrain   | E  | D  | D  | E  | D  | E  | D  | E  | D  | E  | D  | D  | E  | D  | E  | D  | E  | D  | E  | E  | D  | E  | D  | E  | D  | E  | D  | E  | E  | D  | E  | D  | E  | D  |
| Résultats | D  | D  | D  | D  | D  | D  | V  | N  | N  | N  | N  | D  | V  | D  | V  | D  | V  | N  | D  | D  | N  | N  | D  | D  | V  | N  | D  | D  |    |    |    |    |    |    |
| Points    | 0  | 0  | 0  | 0  | 0  | 0  | 3  | 4  | 5  | 6  | 7  | 7  | 10 | 10 | 13 | 13 | 16 | 17 | 17 | 17 | 18 | 19 | 19 | 19 | 22 | 23 | 23 | 23 |    |    |    |    |    |    |
| Place     | 15 | 18 | 18 | 18 | 18 | 18 | 18 | 17 | 17 | 17 | 17 | 17 | 17 | 17 | 16 | 16 | 16 | 16 | 16 | 17 | 17 | 17 | 17 | 17 | 16 | 17 | 17 | 17 |    |    |    |    |    |    |

Source : Liste des rencontres

Terrain : D = Domicile ; E = Extérieur. Résultat: D = Défaite ; N = Nul ; V = Victoire.

### Statistiques individuelles

#### Buteurs - Passeurs (au 13 mars 2016)
- Premier but de la saison : Rabiola, 33e minute, lors de la 3e journée de Liga NOS, face au Sporting CP le 30 août 2015
- Premier penalty : Rabiola, 33e minute, lors de la 3e journée de Liga NOS, face au Sporting CP le 30 août 2015
- Premier doublé : Rafael Lopes,  lors du 3e tour de la Coupe du Portugal de football, face au AD Sanjoanense le 18 octobre 2015
- Premier triplé : -
- But le plus rapide d'une rencontre : Rafael Lopes, 7e minute, lors du 3e tour de la Coupe du Portugal de football, face au AD Sanjoanense le 18 octobre 2015
- But le plus tardif d'une rencontre : Marinho, 90e+2 minute, lors du 3e tour de la Coupe du Portugal de football, face au AD Sanjoanense le 18 octobre 2015
- Plus grand nombre de buts marqué contre l’adversaire : 5, lors du 3e tour de la Coupe du Portugal de football, face au AD Sanjoanense le 18 octobre 2015
- Plus grand nombre de buts marqué par l’adversaire : 4, lors de la 2e, journée de la Liga NOS, face au V. Setúbal le 24 août 2015
- Plus grand nombre de buts marqués dans une rencontre : 7, lors de la 13e journée du Liga NOS, face au Belenenses le 14 décembre 2015

| Buteurs            | Total |
| ------------------ | ----- |
| Rafael Lopes       | 5     |
| Marinho            | 3     |
| Rui Pedro          | 3     |
| João Real          | 3     |
| Gonçalo Paciência  | 3     |
| Rabiola            | 2     |
| Nii Plange         | 2     |
| Fernando Alexandre | 2     |
| Pedro Nuno         | 1     |
| Rafa               | 1     |
| Nwankwo Obiora     | 1     |
| Nuno Piloto        | 1     |
| Ricardo Nascimento | 1     |
| Ivanildo           | 1     |
| Hugo Seco          | 1     |
| Leandro Silva      | 1     |
| CsC                | 1     |

| Passeurs             | Total |
| -------------------- | ----- |
| Rabiola              | 2     |
| Ivanildo             | 2     |
| Rafa                 | 1     |
| Christopher Oualembo | 1     |
| Leandro Silva        | 1     |
| Rui Pedro            | 1     |
| Gonçalo Paciência    | 1     |
| Nii Plange           | 1     |
| Fernando Alexandre   | 1     |

## Tactique

### Équipe type en championnat
au 12 mars 2016
| P. Trigueira Aderlan Iago R. Nascimento E. Rafael L. Silva F. Alexandre Rui Pedro H. Seco N. Plange G. Paciência |
| Onze initial de l'Académica de Coïmbra lors de la saison 2015-2016 selon le temps de jeu de chaque joueur.       |
| P. Trigueira Aderlan Iago R. Nascimento E. Rafael L. Silva F. Alexandre Rui Pedro H. Seco N. Plange G. Paciência |

| no | Joueur             | Nat. | MJ   | Poste             | no | Doublure             | Nat. | MJ   |
| -- | ------------------ | ---- | ---- | ----------------- | -- | -------------------- | ---- | ---- |
| 88 | Pedro Trigueira    |      | 2212 | Gardien de but    | 32 | Lee                  |      | 163  |
| 2  | Aderlan            |      | 1579 | Latéral droit     | 22 | Christopher Oualembo |      | 988  |
| 13 | João Real          |      | 1472 | Défenseur central | 14 | Iago                 |      | 1208 |
| 5  | Ricardo Nascimento |      | 1654 | Défenseur central | 23 | William Gustavo      |      | 309  |
| 3  | Emídio Rafael      |      | 842  | Latéral gauche    | 55 | Rafa Soares          |      | 662  |
| 21 | Leandro Silva      |      | 1581 | Milieu défensif   | 4  | Nwankwo Obiora       |      | 856  |
| 65 | Fernando Alexandre |      | 2047 | Milieu défensif   | 28 | Nuno Piloto          |      | 709  |
| 20 | Rui Pedro          |      | 1004 | Milieu offensif   | 8  | Selim Bouadla        |      | 430  |
| 77 | Hugo Seco          |      | 961  | Ailier droit      | 30 | Rafael Lopes         |      | 828  |
| 43 | Nii Plange         |      | 1666 | Ailier gauche     | 10 | Ivanildo             |      | 1567 |
| 19 | Gonçalo Paciência  |      | 1441 | Attaquant         | 9  | Rabiola              |      | 627  |